# Mehmet Özal
Mehmet Özal, född den 31 oktober 1978 i Ankara, Turkiet, är en turkisk brottare som tog OS-brons i tungviktsbrottning i den grekisk-romerska klassen 2004 i Aten.